# Zweiohrküken
Zweiohrküken ist eine deutsche Liebeskomödie von Til Schweiger, in der er auch eine der Hauptrollen spielt. Der mit dem Prädikat „Wertvoll“ der Deutschen Film- und Medienbewertung (FBW) ausgezeichnete Film lief seit dem 3. Dezember 2009 in den deutschen Kinos und ist die Fortsetzung des ebenfalls von Til Schweiger produzierten Films Keinohrhasen. Die Premiere war in Deutschland am 24. November 2009 in Berlin und in Österreich am 1. Dezember 2009 in Wien. Der Titel Zweiohrküken bezieht sich auf ein von Til Schweiger als Hauptperson genähtes Stofftier.

## Handlung
Ludo Decker und Anna Gotzlowski leben bereits zwei Jahre zusammen in einer gemeinsamen Wohnung. Der Alltag ist eingezogen, Ludo vernachlässigt seine häuslichen Pflichten, Anna ist genervt. Als auf einer Party Ludos Ex-Freundin Marie wieder auftaucht und Annas ehemaliger Freund Ralf, ein Frauenversteher und Entwicklungshelfer, ein paar Tage bei Anna und Ludo einzieht, geraten beide in eine Spirale von Selbstzweifeln und Eifersucht. Anna liest Ludos SMS, Ludo findet Die Liste, Annas geheime Liste früherer Bettgeschichten, in der Ralf weit besser wegkommt als er selbst.
Ludo hält die ständigen Provokationen Ralfs nicht mehr aus und schlägt ihm in einem Restaurant vor Annas Augen mit der Faust ins Gesicht. Anna und er trennen sich im Streit. In dieser Phase landen beide mit ihren früheren Partnern im Bett.
Ein Nebenstrang erzählt von den verzweifelten Versuchen von Ludos Freund Moritz, bei den Frauen zu landen. In seiner Not besucht er eine Flirtschule und versucht, die Tipps von Flirtlehrer Dr. Eisenberger in die Tat umzusetzen. Dessen Wissen erschöpft sich in vorsintflutlichem Machogehabe und abgestandenen Sprüchen, so dass sich peinliche Situationen für Moritz häufen.
Am Ende versöhnen sich Ludo und Anna und kommen wieder zusammen.

## Hintergrund

### Entstehung
Der Film wurde vom 19. Mai bis 10. Juli 2009 in Berlin, Brandenburg und im polnischen Ostseestädtchen Leba im Slowinzischen Nationalpark (Łeba/Słowiński Park Narodowy), gedreht. Wie bei Keinohrhasen wurde die Rosenvilla in Paretz für den Dreh als Kinderhort genutzt. Weitere Filmaufnahmen entstanden unter anderem im Berliner Tiergarten. Das Medienboard Berlin-Brandenburg finanzierte die Filmproduktion durch einen Zuschuss von 900.000 € mit.

### Rezeption
Obwohl Til Schweiger Pressevorführungen vor dem Kinostart ablehnte und die nachfolgenden Kritiken größtenteils vernichtend waren, war der Film ein finanzieller Erfolg. Am Startwochenende sahen den Film in Deutschland 870.000 Zuschauer. Damit erreichte Zweiohrküken bereits in der ersten Woche den ersten Platz der deutschen Kinocharts und den zweitbesten Start eines deutschen Films 2009. Der Film konnte sich nach dem zweiten Wochenende an der Spitze behaupten, wurde aber bereits in der dritten Woche von Avatar – Aufbruch nach Pandora auf den zweiten Platz verwiesen. In der vierten Woche fiel der Film auf den dritten Platz hinter Alvin und die Chipmunks 2 zurück. Auch in Österreich kam Zweiohrküken mit mehr als 50.000 Kinobesuchern am Startwochenende auf den ersten Platz der Kinocharts, den er zwei Wochen hielt. In der dritten Woche wurde er wie in Deutschland von Avatar – Aufbruch nach Pandora überholt. In der Schweiz reichte es am Startwochenende nur zum Platz 2, weil die Besucherzahlen etwas hinter New Moon – Bis(s) zur Mittagsstunde zurückblieben. Erst am Ende der ersten Woche konnte New Moon – Bis(s) zur Mittagsstunde von Zweiohrküken überholt werden, so dass dieser auf Platz 1 vorrückte, wobei er in der dritten Woche ebenso wie in Deutschland und Österreich von Avatar – Aufbruch nach Pandora abgelöst worden ist. Insgesamt sahen den Film in Deutschland 4.255.103 Zuschauer. Ab dem 27. August 2010 wurde der Film von Warner Home Video auf DVD und Blu-ray Disc mit FSK-12-Freigabe angeboten. Auf der DVD sind neben dem Spielfilm als Bonusmaterial ein Audiokommentar von Til Schweiger, Outtakes, entfallene Szenen, ein Making-of, TV-Spots, Trailer sowie das Musikvideo des Titels I Like von Keri Hilson enthalten.

### Sonstiges
Til Schweiger ließ sich für das Filmset in Paretz einen mobilen Schneideraum in einem Bus sowie einen weiteren Schneideraum in seinem Haus einrichten, um in den Drehpausen sowie morgens vor Drehbeginn die Zeit für Schneidearbeiten nutzen zu können.
In einer Szene befindet sich Moritz allein in der Wohnung einer Frau. Als er bemerkt, dass die Toilettenspülung vorübergehend außer Betrieb ist, befördert er seine Exkremente in eine Plastiktüte, die er dann prompt in der Wohnung vergisst. Idee und Witz stammen aus dem Sketch „Surelock: A True Poo Story“, einem Webclip von Adrian Parks aus dem Jahre 2008 (Canadian Comedy award „Best Web Clip“ 2008).
Die Szene am Strand gegen Ende des Films ist nach Aussage von Schweiger eine Hommage an Knockin’ on Heaven’s Door.
Der am Anfang des Films gezeigte Jet ist ein Alpha Jet mit Farbdesign Red Bull.
Im deutschen Free-TV war Zweiohrküken erstmals am 6. April 2012 um 20.15 Uhr auf Sat.1 zu sehen.

## Musik
Zum Film erschien am 4. Dezember 2009 auch eine CD mit der Original-Musik. Neben je einem Titel von OneRepublic, Paul van Dyk, Michelle Leonard, Stanfour, Pixie Lott und Amy Macdonald sind darauf viele Titel von Dirk Reichardt vertreten. Auch der von der Sängerin Keri Hilson interpretierte, am 11. Dezember 2009 als Single erschienene Titelsong „I Like“, der in den deutschen Single-Charts Platz 1 und in Österreich Platz 4 erreichte, ist enthalten. Neben „I Like“ konnten sich jedoch noch andere Songs vom Soundtrack in den Charts platzieren, so schaffte es zum Beispiel „Secrets“ von OneRepublic auf Platz 3 in Deutschland und Position 4 in Österreich. Lieder wie „This Is The Life“ (Amy Macdonald) oder „Broken“ (Livingston) konnten sich jedoch schon lange Zeit vor der Veröffentlichung des Films in den Charts positionieren, sind jedoch trotzdem in der nachfolgenden Tabelle aufgeführt, da sie auf dem Soundtrack zu finden sind. Der Song „Unsterblich“ von Baschi ist zwar nicht auf dem Soundtrack enthalten, im Video sind jedoch trotzdem Filmausschnitte zu sehen, weshalb er ebenfalls in der nachfolgenden Tabelle aufgeführt ist. Wie das Filmplakat zeigt auch das CD-Cover das gleiche Motiv wie das des Vorgänger-Soundtracks von Keinohrhasen.

### Liederliste
1. Dancing In A Minefield – Plushgun – 3:32
2. Shine On – The Tunics – 3:58
3. One More Try – Longview – 3:36
4. Now – Dirk Reichardt – 2:31
5. Yours Truly, The Commuter – Jason Lytle – 2:54
6. Absolutely Still – Better Than Ezra – 3:54
7. Secrets – OneRepublic – 3:45
8. I Like – Keri Hilson – 3:37
9. Cry Me Out – Pixie Lott 4:00
10. This Is The Life – Amy Macdonald – 2:59
11. Let It Go – Roman Fischer – 2:40
12. Home – Paul van Dyk – 3:19
13. Shift It – Dirk Reichardt – 2:03
14. Silence – Dirk Reichardt – 2:30
15. Not Now – Dirk Reichardt – 1:47
16. Where Did We Go Wrong – Michelle Leonard – 2:56
17. Bangaloona – Dirk Reichardt – 2:26
18. Ruhe – Schiller – 3:31
19. Sleepless – Vandertone vs. Daniel Nitt – 3:15
20. Tired Again – Stanfour – 3:26
21. Child Without Name – Dirk Reichardt – 1:55
22. Broken – Livingston – 3:37
23. Birds Encouraged Him – Jason Lytle – 4:24
24. What Goes Up… – Dirk Reichardt – 2:19
25. Don't Go – Martin Todsharow – 4:41
26. For An Angel 2009 – Paul van Dyk

Video Unsterblich – Baschi – 4:11

### Chartpositionen
Album
| Jahr | Titel              | Chartplatzierungen | Chartplatzierungen | Chartplatzierungen |
| Jahr | Titel              | DE                 | AT                 | CH                 |
| ---- | ------------------ | ------------------ | ------------------ | ------------------ |
| 2009 | Zweiohrküken – OST | 6                  | 15                 | 56                 |

Singles
| Jahr | Titel            | Interpret     | Chartplatzierungen | Chartplatzierungen | Chartplatzierungen |
| Jahr | Titel            | Interpret     | DE                 | AT                 | CH                 |
| ---- | ---------------- | ------------- | ------------------ | ------------------ | ------------------ |
| 2007 | This Is The Life | Amy Macdonald | 2                  | 1                  | 2                  |
| 2009 | Broken           | Livingston    | 25                 | 43                 | 69                 |
| 2009 | Secrets          | OneRepublic   | 3                  | 4                  | 19                 |
| 2009 | I Like           | Keri Hilson   | 1                  | 4                  | 18                 |
| 2009 | Home             | Paul van Dyk  | 54                 | −                  | −                  |
| 2010 | Unsterblich      | Baschi        | 31                 | –                  | 11                 |
| 2010 | Cry Me Out       | Pixie Lott    |                    |                    | 66                 |

Fett = Filmausschnitte im Video zu sehen

## Vermarktung
Wie beim Film Keinohrhasen gab es wieder ein Plüschtier, diesmal das Zweiohrküken, zum Film. Ein von Klaus Baumgart und Til Schweiger verfasstes Bilderbuch erschien unter dem Titel Keinohrhase und Zweiohrküken (ISBN 978-3833901935). Zum Filmstart am 3. Dezember 2009 war auch Zweiohrküken: Das Buch zum Film (ISBN 978-3548282435) von Anika Decker und Til Schweiger, welches das Originaldrehbuch mit Zusatzinformationen und Fotos zu den Dreharbeiten sowie auch Informationen zu Keinohrhasen enthält, im Handel erhältlich. Zusätzlich wurden auch Kleidung, Kissen und anderes angeboten. Am 3. November 2009, genau einen Monat vor Filmstart, wurde zudem ein kostenloses Minispiel in App Store für das iPhone und den iPod Touch veröffentlicht.

## Rezeption
Kritiker waren in den Vorabvorführungen des Films nicht zugelassen. Vor dem Filmstart fanden auch keine gesonderten Pressevorführungen statt, wogegen der Verband der deutschen Filmkritik schriftlich Protest anmeldete.
- Positive Kritiken
  - Das Hamburger Abendblatt lobte den Regisseur Schweiger für die „Mischung aus viel Musik und pointierten Mann-Frau-Dialogen, die Paaren vertraut klingen“, bemängelte aber den zuweilen angebrachten „Toiletten-Humor“.[7]
  - Die Münchener TZ urteilte: „Gag folgt auf Gag – auch wenn manchmal das Niveau, auf dem gelacht wird, abrutscht und die erzählerische Leichtigkeit schwindet, die den Charme des ersten Teils ausmachte.“[37]
  - Rheinische Post glaubte an den Erfolg von Zweiohrküken „wegen großer Liebe zum Detail bei Bildern, Licht und Musik“ und rühmte die „Besetzung, die fast perfekt ist, […] auch wenn die Geschichte albern sein mag oder dünn“.[38]
- Neutrale Kritiken
  - critic.de tadelte den Film, weil ihm der „Verve“ fehle, meinte aber anerkennend: „Am Ende frappiert an Zweiohrküken vor allem die radikale Ausdauer, mit der Til Schweiger jede Geschmacksrichtung zu bedienen versucht.“[9]
  - Der Tagesspiegel äußerte: „Der anarchische Charme, der die durchaus unalltäglichen »Keinohrhasen« prägte, ist einem meist groben Humor gewichen. […] Bei so viel Klamotten-Klamauk gehen die mitunter fast loriothaft funkelnden Dialoge fast unter, die von unseren trägen, lauernden, grundverlogenen Geschlechterverhältnissen erzählen.“[39]
  - Die Berliner Morgenpost befand: „Bei aller Holzschnittartigkeit, das muss hinzugefügt werden, erhebt sich das »Zweiohrküken« dennoch über die dürren Ebenen des Mario-Barth-Humors. […] Der Film ist trotz einiger gelungener Dialoge zu lang, tritt oft auf der Stelle, ist von der Handlung her schlecht verfugt und hat Gaststar-Auftritte von Heiner Lauterbach und Uwe Ochsenknecht, die im Vergleich zu Jürgen Vogels spektakulärem »Keinohrhasen«-Einsatz eher lahm sind.“[40]
  - gamona.de äußerte: „Zweiohrküken ist deutsches Mainstream-Kino mit Erfolgsgarantie, aber ohne Überraschungen. […] Was macht es da schon, dass der Film viel zu lang ist, vor Klischees nur so strotzt und mehr als einmal auf klamaukige Abziehbilder zurückgreift?“[41]
- Negative Kritiken
  - Der Zeitung Der Standard fiel die „bieder-verschwitzte »Situationskomik« zwischen einem Paar, […] das sich in Beziehungsroutinen verfangen hat und deshalb mit verflossenen Partnern kokettiert“ negativ auf.[42]
  - Der Spiegel bewertete den Film als „eine Machoklamotte mit gestrigem Geschlechterbild und unglaublich ungelenkem Witz“.[43]
  - Die Süddeutsche Zeitung vermutete, dass „Pups- und Peniswitze unter eierschalfarbenen Schutzbezügen“ Rückschlüsse auf „das Herz seines Machers“ zulassen.[44]
  - Der Stern nennt Til Schweigers „Macho-Witzchen“ flach und seine „schauspielerischen Fähigkeiten begrenzt“.[45]
  - Der film-dienst hielt Zweiohrküken für „hastig, unstimmig oder widersinnig […] zusammengezimmert“ und bemängelte „eine notdürftig ‚komisch‘ camouflierte reaktionär-infantile Grundhaltung, deren Erfolg beim Publikum tatsächlich zu Sorge Anlass gibt.“[46]

## Auszeichnungen
- 2009:

- Bogey in Silber für 2 Mio. Kinobesucher in 20 Tagen
- Goldene Leinwand für über 3 Mio. Kinobesucher

- 2010

- Deutscher Comedypreis für die Erfolgreichste deutsche Filmkomödie des Jahres